# 정양군 (조선 왕족)
정양군 이순(定陽君 李淳, 1442년 ~ 1492년)은 조선의 왕족 종실이자 평원대군 이임(平原大君 李琳)의 양자(養子)이며 제안대군 이현(齊安大君 李琄)의 양부(養父)이다. 친부는 임영대군 이구이다.

## 생애
1449년 정양군(定陽君)에 책봉된 이후 1461년부터는 왕족 종실 관직에 본격 출사하여 세조· 예종· 성종 등에 걸쳐 3군주를 모신 그는 종친부 중급 간부를 거쳐 내수사 사옹원 도제조를 역임하였고 1474년에는 숙부 평원대군의 양자(養子)로 출계를 하였으며, 이후 종실 관작이 정1품 흥록대부에 이르렀다.
1492년 그가 와병 당시 5촌 종조카 성종이 친히 의원 방문 조치 처분과 탕약을 하사한 바 있으며 같은 해 1492년에 그가 끝내 훙(薨)하자 성종 임금은 그의 부음을 접한 직후 매우 애도의 뜻을 표하며 3일간 조회를 폐하는 등의 부의를 표명하며 종친부 예하 관부에 후하게 장례할 것을 하명하는 등 남다른 성은을 표현하였다.

## 가계
- 친조부 : 조선 세종대왕 이도
- 친조모 : 소헌왕후 청송 심씨
  - 친부 : 임영대군 이구
  - 친모 : 제안부부인 전주 최씨
  - 양부 : 평원대군 이임
  - 양모 : 강녕부부인 남양 홍씨
    - 부인 : 풍천군부인 진주 강씨
      - 친차남(둘째아들): 덕림군 이자 (德林君 李孜)
      - 며느리 : 진산현부인 진주 강씨 (晉山縣夫人 晋州 姜氏)
        - 손자 : 진천군 이옥정 (晋川君 李玉貞)
        - 손자 : 부림부정 이옥곤 (富林副正 李玉崑)
        - 손녀 : 정경부인 전주 이씨
        - 손서 : 심통원

      - 양자 : 제안군 이현(齊安君 李琄)

## 직계 친척 관계
- 양손자: 낙풍군 이파
- 장인: 강자평
- 친조부: 조선 세종대왕 이도
- 양외조부: 홍이용
- 친외조부: 최승녕
- 친백부: 문종 이향
- 친중부: 세조 이유
- 친형: 귀성군 이준
- 사촌 형: 의경세자 이장
- 사촌 형: 단종 이홍위
- 사촌 아우: 예종 이황
- 5촌 조카: 월산대군 이정
- 5촌 조카: 성종 이혈